# Manfred Lindner (Physiker)
Manfred Lindner (* 22. Februar 1957 in Ellenfeld bei Bärnau) ist ein deutscher Physiker. Er ist Direktor am Max-Planck-Institut für Kernphysik
(MPIK)
in Heidelberg und betreibt physikalische Grundlagenforschung auf dem Gebiet der Teilchen- und Astroteilchen-Physik.

## Leben und Wirken
Manfred Lindner studierte von 1978 bis 1984 Physik an der Ludwig-Maximilians-Universität München und promovierte 1987 an der Ludwig-Maximilians-Universität mit dem Thema Der nicht-lineare Renormierungsgruppenfluß des Standardmodells der elektroschwachen Wechselwirkung und einiger Erweiterungen.
Nach Postdoc-Jahren am Fermi National Accelerator Laboratory (Fermilab) in Chicago von 1987 bis 1989 und als Fellow am CERN in Genf von 1989 bis 1991 war er von 1991 bis 1993 Heisenberg-Stipendiat an der Universität Heidelberg.
Lindner habilitierte sich 1992 in Heidelberg. Im Jahre 1993 nahm er den Ruf auf eine Professur für Theoretische Physik an die Technische Universität München an und forschte und lehrte dort ab 1993. Im Jahr 2006 folgte er einem Ruf der Max-Planck-Gesellschaft und wechselte als Direktor an das Max-Planck-Institut für Kernphysik nach Heidelberg. Seit 2007 ist Lindner auch als persönlicher Ordinarius Professor an der Fakultät für Physik und Astronomie der Universität Heidelberg, wo er sich auch weiter in der Lehre engagiert. Von 2009 bis 2011 war er geschäftsführender Direktor des Max-Planck-Instituts für Kernphysik. Er ist Sprecher der International Max Planck Research School for Precision Tests of Fundamental Symmetries sowie an diversen anderen Forschungsverbünden beteiligt. Manfred Lindner wirkt in diversen nationalen und internationale Gremien mit und engagiert sich als Gutachter für diverse nationale und internationale Organisationen der Forschungsförderung. Er ist als Gutachter und Mitglied des Editorial Boards für Fachzeitschriften tätig. Er ist weiter Mitglied in zahlreichen Advisory Committees für internationale Fachkonferenzen und war Chair der wichtigsten internationalen Fachkonferenz zur Neutrinophysik, die NEUTRINO2018, die 2018 in Heidelberg stattfand.

## Forschungsschwerpunkte
Manfred Lindner forscht auf dem Gebiet Teilchen- und Astroteilchenphysik. Das Themenspektrum reicht von formalen theoretischen Fragestellungen bis zu experimentellen Nachweismethoden. Die theoretischen Forschungen befassen sich mit grundlegenden Eigenschaften der Materie im sogenannten Standardmodell und in möglichen Erweiterungen. Auf der experimentellen Seite ist Manfred Lindner zusammen mit seiner Abteilung führend an internationalen Projekten aus dem Bereich der Neutrino-Physik und der Suche nach Dunkler Materie beteiligt.
Das experimentelle Hauptprojekt ist aktuell XENON zur Suche nach Dunkler Materie. Lindner ist Ko-Sprecher der internationalen XENON-Kollaboration, die mit dem XENON1T-Detektor weltweit führende Ergebnisse bei der direkten Suche von Dunkler Materie erzielt hat. Der Nachfolgedetektor XENONnT hat 2021 den Betrieb aufgenommen und wird die Nachweisgrenzen nochmals deutlich verbessern. Im Bereich der Neutrino-Physik zielt das CONUS-Experiment
auf den Nachweis der kohärenten Neutrino-Streuung bei niedrigen Energien.
Weitere Projekte sind das STEREO-Experiment
(Suche nach sterilen Neutrinos am ILL Forschungsreaktor) und GERDA
bzw. seine Erweiterung zu LEGEND200
zum Nachweis des Neutrino-losen Doppelbetazerfalls. Weiter werden diverse Entwicklungsarbeit für zukünftige Experimente wie z. B. für das
DARWIN-Projekt
und zukünftige Neutrino-Experimente betrieben.

## Ehrungen und Auszeichnungen
Manfred Lindner wurde 1990 ein Heisenberg-Stipendium der Deutschen Forschungsgemeinschaft (DFG) zuerkannt, mit dem er ab 1991 an der Universität Heidelberg forschte und lehrte. 2016 wurde Manfred Lindner mit der Ehrendoktorwürde der Königlich Technischen Hochschule (Kungliga Tekniska Högsksolan, KTH) in Stockholm ausgezeichnet, die ihn damit für wichtige Beiträge zum Forschungsgebiet der Neutrinophysik ehrt. Die Verleihung fand am 18. November 2016 im Rahmen eines Festakts im Konzerthaus Stockholm mit anschließendem Festbankett in der Stockholmer Stadthalle statt. Die KTH ist Schwedens größte technische Hochschule, die mit der Ehrendoktorwürde Persönlichkeiten würdigt, die Herausragendes geleistet und zugleich durch Zusammenarbeit mit der Hochschule deren Ansehen gefördert haben.
Der Rat der American Association for the Advancement of Science (AAAS)
hat Lindner 2020 zum AAAS Fellow gewählt, um seine „herausragenden Beiträge sowohl zur theoretischen als auch experimentellen Teilchenphysik“ zu würdigen. Der AAAS-Rat zeichnet seit 1874 auf diese Weise Forscher aus, deren Leistungen im Sinne des Fortschritts der Wissenschaft oder ihrer Anwendungen wissenschaftlich oder sozial herausragend sind.

## Einige ausgewählte Veröffentlichungen
- E. Aprile et al.: Dark Matter Search Results from a One Ton-Year Exposure of XENON1T. In: Physical Review Letters 121 (2018) 11, 111302.
- G. Arcadi et al.: The waning of the WIMP? A review of models, searches, and constraints. In: Eur.Phys.J.C 78 (2018) 3, 203
- M. Lindner, M. Platscher and F.S. Queiroz: A Call for New Physics : The Muon Anomalous Magnetic Moment and Lepton Flavor Violation. In: Physics Reports 731, (2018) 1–82.
- Y. Abe et al.: Indication for the disappearance of reactor electron antineutrinos in the Double Chooz experiment. In: Phys.Rev.Lett. 108, 131801 (2012).
- M. Holthausen et al.: Planck scale Boundary Conditions and the Higgs Mass. In: JHEP. 1202 (2012) 037.
- F. Bezrukov, H. Hettmansperger, M. Lindner: keV sterile neutrino Dark Matter in gauge extensions of the Standard Model. In: Physical Review D81, 085032 (2010).
- P. Huber et al.: First hint for CP violation in neutrino oscillations from upcoming superbeam and reactor experiments. In: JHEP 0911 (2009) 044.
- A. Bandyopadhyay et al.: Physics at a future Neutrino Factory and super-beam facility. In: Rept.Prog.Phys. 72, 106201, (2009).
- P. Huber, M. Lindner and W. Winter: Simulation of long-baseline neutrino oscillation experiments with GLoBES (General Long Baseline Experiment Simulator). In: Comput.Phys.Commun. 167, (2005) 195.